# Francisco Ramón Vicuña Larraín
Francisco Ramón de Vicuña Larraín (ur. ok. 1775 w Santiago, zm. 13 stycznia 1849 tamże) – chilijski polityk baskijskiego pochodzenia. Dwukrotnie sprawował funkcję tymczasowego prezydenta Chile w 1829 roku.

## Młodość
Urodził się w Santiago w 1775. Jego rodzicami byli Francisco de Vicuña Hidalgo y Zavala i María del Carmen Larraín Salas y Vicuña. Ożenił się z Marianą de AguirreI z którą miał jedenaścioro dzieci.
W 1810 r. uczestniczył w chilijskiej wojnie o niepodległość i zorganizował pierwszy punkt produkcji broni palnej w kraju.
W 1811 r. reprezentował Osorno na kongresie, który miał dać Chile konstytucję. W 1814 r. został senatorem Chile. Następnie został aresztowany za udział w spisku przeciw królestwu Hiszpanii i skazany na wygnanie. Dopiero po zwycięstwie wojsk Chile w bitwie pod Chacabuco w 1817 roku, mógł powrócić do ojczyzny z wygnania. Bernardo O’Higgins mianował go przedstawicielem rządu na północy kraju.

## Kariera polityczna
W 1823 r. stał na czele administracji Santiago de Chile, a następnie jako delegat do Konwentu Konstytucyjnego. Był jednym z głównych obrońców pozycji federalistów bronionych przez José Miguela Infante. W 1825 Ramón Freire powołał go na swego zastępcę, a także ministra spraw zagranicznych i spraw wewnętrznych. W czasie wojny sprawował również kontrolę nad marynarką i pełnił funkcję ministra finansów.
W 1829 r., kiedy Francisco Antonio Pinto Díaz został wybrany na prezydenta Chile, na drugim miejscu znaleźli się Francisco Ruiz-Tagle, zwolennik Liberalnego federalizmu i José Joaquín Prieto, konserwatysta o poglądach centralistycznych, którzy otrzymali taką samą liczbę głosów. Przewaga liberałów w kongresie spowodowała, że wybrany został Joaquín Vicuña. Na trzecim miejscu był brat Francisco Ramón. Centraliści, oburzeni, postawili zbrojny opór i wywołali w 1829 wojnę domową.
W wyniku wojny domowej między frakcją konserwatywno-centralistyczną i liberalnymi federalistami, Pinto był zmuszony dwukrotnie, aby opuścić stanowisko prezydenta na rzecz Vicuñi. Po raz pierwszy, od 14 lipca do 19 października, kiedy Vicuña przyjmuje się jako delegat prezydenta, a następnie ostatecznie, kiedy podał się do dymisji 2 listopada. W dniu 7 grudnia 1829 wraz z konserwatywnym wojskiem pod José Joaquín Prieto Santiago podszedł od strony południowej. Rząd Vicuñi uciekł na północ, do Coquimbo, gdzie został jednak uwięziony przez zwycięskie wojska konserwatywne. Zgodnie postanowieniami centralistycznego rządu José Joaquín Prieto i Manuel Bulnes, liberalny Vicuña nie mógł sprawować żadnych funkcji rządowych. Zmarł w Santiago w dniu 13 stycznia 1849.